# Rudolf Beerbohm
Rudolf Beerbohm (* 3. November 1941 in Willershusen; † 1. Juni 2018) war ein deutscher Vielseitigkeits- und Springreiter.

## Leben
Als Sohn eines Landwirts wuchs Beerbohm in der Kriegs- und Nachkriegszeit in Vorpommern auf. Sein Onkel züchtete Pferde, zudem hatte er über die LPG Kontakt zu Pferden: Hier konnte Beerbohm an den Wochenenden die Pferde, die wochentags vor die Wagen gespannt wurden, reiten.
Über die Gesellschaft für Sport und Technik kam er zum Gestüt Halle-Kreuz. Hier erlernte er den Beruf des Besamers für Rinder, zudem konnte er den Reitsport unter dem Training von Oskar Piehl betreiben. 1965 wurde Rudolf Beerbohm DDR-Meister im Springreiten.
Im Folgejahr wechselte Beerbohm zum SC Dynamo Hoppegarten, wo Otto Fiege (DDR-Meister im Springreiten 1959 und 1960) sein Trainer wurde. In jenem Jahr wurde er Vizemeister der Springreiter und errang auch in benachbarten Ausland Turniererfolge. Im Jahr 1971 gewann Rudolf Beerbohm einen weiteren DDR-Meistertitel in der Military (Vielseitigkeitsreiten). In dieser Disziplin wurde er auch für die Olympischen Spiele 1972 nominiert. Hier war Beerbohm der erfolgreichste Reiter der DDR-Military-Mannschaft. In der Einzelwertung kam er auf Rang 11.
Nach diesen Olympischen Spielen endete die gezielte Reitsportförderung in der DDR. Wie sein Trainer Otto Fiege zog Rudolf Beerbohm nach Rathenow. Er nahm seinen Beruf als Besamer dort wieder auf. Im Sport trat er für Traktor Gülpe an. Im Springreiten kam er auf 16 Starts in Nationenpreisen, 1985 beendete er seine Sportlerlaufbahn. Nachträglich erhielt er nach 1990 von der Deutschen Reiterlichen Vereinigung das Goldene Reitabzeichen für seine Erfolge verliehen.

## Wichtige Erfolge
- Olympische Sommerspiele, Vielseitigkeitsreiten:
  - 1972, München: mit Ingolf 5. Platz mit der Mannschaft und 11. Platz in der Einzelwertung[3]

- DDR-Meisterschaften, Vielseitigkeitsreiten:
  - 1971: mit Hubertus 1. Platz[4]

- DDR-Meisterschaften, Springreiten:
  - 1965: mit Schneeball 1. Platz
  - 1966: 2. Platz
  - 1973: 3. Platz[5]